# Амаје сир Орн
Амаје сир Орн (фр. Amayé-sur-Orne) насеље је и општина у северној Француској у региону Доња Нормандија, у департману Калвадос која припада префектури Кан.
По подацима из 2011. године у општини је живело 1.015 становника, а густина насељености је износила 191,87 становника/km². Општина се простире на површини од 5,29 km². Налази се на средњој надморској висини од 50 метара (максималној 109 m, а минималној 7 m).

## Демографија
| 1962. | 1968. | 1975. | 1982. | 1990. | 1999. | 2011. |
| ----- | ----- | ----- | ----- | ----- | ----- | ----- |
| 253   | 257   | 420   | 732   | 722   | 686   | 1.015 |

График промене броја становника у току последњих година